# Wind Point
Wind Point est un village du comté de Racine, dans l'État du Wisconsin, aux États-Unis. En 2020, il comptait une population de 1 651 habitants.